# Murphy törvénye
Murphy törvénye szerint „Ami el tud romlani, az el is romlik.” A szállóigeként régóta létező megfigyelést először 1952-ben említi ezen a néven Anne Roe, egy meg nem nevezett fizikus ismerősét idézve. Nick T. Spark szerint az elnevezés Edward Murphy amerikai mérnökre utal, aki egy 1948–49 között a Wright-Patterson légitámaszponton végzett, a gyorsulás emberi szervezetre kifejtett hatását vizsgáló kísérletsorozat során mondta ezt, amikor a rosszul felszerelt mérőműszerek miatt egy kísérletet elölről kellett kezdeni.

## Külső hivatkozások
- Murphy törvénye nem beletörődésre nevel (Index, Nagy Attila Károly cikke a Ma is tanultam valamit rovatban, 2017. május 24.)
- A collection of humorous Murphy's Laws
- 1952 proverb citation
- 1955 term citation of phrase "Murphy's Law"
- Examples of the mathematical formula for Murphy's Law Archiválva 2012. április 26-i dátummal a Wayback Machine-ben
- Murphy's Law entry in the Jargon File
- Murphy's Law of Combat
- Murphy's Laws Origin Archiválva 2012. március 10-i dátummal a Wayback Machine-ben
- Reference to 1941 citation of the proverb
- The Annals of Improbable Research tracks down the origins of Murphy's law